# Status Quo
Status Quo ist eine britische Band, die in den Jahren 1962/1965 gegründet wurde und zu den erfolgreichsten und langlebigsten Rockgruppen zählt. Insgesamt hat die Band bislang 33 Studioalben, mehrere Livealben und mehr als 100 Singles veröffentlicht. Zu den bekanntesten Stücken zählen What You’re Proposing, Down Down und Whatever You Want. Auch mit Coverversionen anderer Künstler ist Status Quo erfolgreich. Ihre Versionen von Rockin’ All Over the World und In the Army Now sind vermutlich bekannter als die Originalfassungen. Der erste Hitparadenerfolg gelang 1968 mit Pictures of Matchstick Men. Über die Jahre hat die Band nach eigenen Angaben weltweit mehr als 118 Millionen Platten verkauft.

## Geschichte

### Gründerjahre (1962 bis 1966)
Status Quo ging aus einer Londoner Schülerband um Francis Rossi und Alan Lancaster hervor, die zu Beginn des Jahres 1962 als The Paladins gegründet wurde. In den ersten Monaten mussten häufige Besetzungswechsel hingenommen werden. Auch der Bandname wurde 1963 in The Spectres geändert. Das Jahr 1962 wurde in verschiedenen Quellen und auch von der Band selbst lange Zeit als das Gründungsjahr genannt. Schließlich feierte man offiziell 1982 mit dem Album 1+9+8+2 (die Quersumme ergibt 20) den zwanzigsten Geburtstag. Bis 1964 bildete sich eine feste Besetzung heraus, zu der neben Rossi und Lancaster auch der Schlagzeuger John Coghlan und etwas später der Keyboarder Roy Lynes zählten. Manager der Band war Pat Barlow, ein Londoner Gas-Installateur. Dieser stellte den Musikern auch einen Proberaum zur Verfügung.
1965 trafen sich die Band und Rick Parfitt in Butlin’s Minehead, einem Ferienclub, in dem die Spectres und die Highlights auftraten. Parfitt war damals mit den Zwillingsschwestern Jean und Gloria Harrison auf Tournee. Das Trio hieß The Highlights und trat mit einer Mischung aus Musik und Kabarett auf. Die Band und Parfitt freundeten sich an und blieben nach Ende des Engagements in Kontakt. Dies war der eigentliche Anfang von Status Quo. The Spectres nahmen jede Gelegenheit wahr, um aufzutreten – ob in kleineren Clubs, als Vorgruppe von bekannten Gruppen wie beispielsweise den Hollies oder bei einem der vielen Pop- und Beatabende. Ansonsten gingen die Bandmitglieder Teilzeit-Jobs nach (Rossi beispielsweise mähte Rasen). Unzufrieden mit der Situation arbeiteten The Spectres weiter an ihrem großen Ziel: einem Plattenvertrag.
Im Juli 1966 schließlich ermöglichten die Kontakte von Barlow einen Teilerfolg: The Spectres erhielten einen Plattenvertrag für fünf Jahre bei „Piccadilly Records“ (einem Tochterlabel von Pye Records). 1966 wurden zwei erfolglose Singles veröffentlicht, I (Who Have Nothing) und Hurdy Gurdy Man (die als einzige davon in Deutschland erschien). Auch die dritte Single (We Ain’t Got) Nothing Yet im Februar 1967 floppte. Nach diesen Tiefschlägen stand die Gruppe an einem Scheidepunkt. Manager Pat Barlow beschloss, es unter einem neuen Namen zu versuchen. Die Band entschied, sich in „Traffic“ umzubenennen. Da zu dieser Zeit Steve Winwood eine Formation gleichen Namens gründete, wurde der Bandname kurze Zeit später in „Traffic Jam“ geändert. Unter diesem Namen wurde im Juni 1967 eine weitere Single Almost But Not Quite There veröffentlicht, die zwar nicht in den Hitparaden, aber doch bei der BBC für Aufmerksamkeit sorgte. Aufgrund des möglicherweise anstößigen Textes (er enthielt sexuelle Wünsche einer Frau) verbot der Sender die Radioausstrahlung der Single.

### Erste Erfolge als „The Status Quo“ (1967 bis 1971)

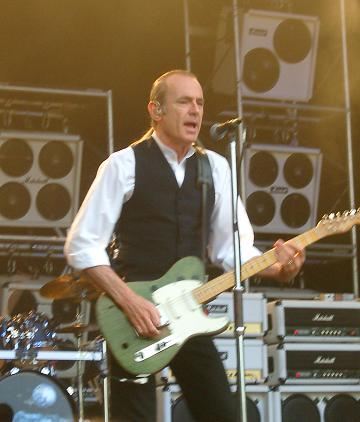
Francis Rossi (Gesang/Gitarre)

Rick Parfitt, der 1967 nach dem Ende seines Engagements mit „The Highlights“ nach London zurückgekehrt war, blieb in ständigem Kontakt zur Band, vor allem über seinen Freund Francis Rossi. Er arbeitete zeitweise als Angestellter, ohne genau zu wissen, was er nun mit seinem Leben machen sollte. Da der erhoffte Erfolg trotz Plattenvertrags ausblieb, schlug Pat Barlow der Band vor, einen zweiten Gitarristen in die Band aufzunehmen. Die Wahl fiel auf Rick Parfitt, der das Angebot sofort annahm. Nach dem Radioboykott der neuen Single durch die BBC und auch wegen der Reibereien mit Steve Winwood wurden Überlegungen angestellt, den Bandnamen abermals zu ändern. Nachdem „The Muhammed Alis“ in die engere Auswahl gezogen wurde, brachte Barlow den Namen „Quo Vadis“ ein, den er im Innenteil eines Schuhs zufällig entdeckt hatte. Die Band gab sich schließlich den Namen „The Status Quo“, der kurz darauf via Presseerklärung publik gemacht wurde.
Als erste Single unter neuem Bandnamen wurde der von Francis Rossi geschriebene Titel Pictures of Matchstick Men, eine pseudo-psychedelische Nummer im Stil der beginnenden Flowerpower-Pop-Ära aufgenommen. Es stieg in den Top Ten in Großbritannien auf Platz 7 und verschaffte der Gruppe den bis heute einzigen Hit in den USA. Als Lizenznehmer von Pye wurde die Single in den USA auf Cadet Records, einem Label von Chess Records, veröffentlicht.
Die folgenden Titel erreichten nicht annähernd diesen Erfolg. Auch in Deutschland war es der erste Titel, der „The Status Quo“ bekannt machte und in der Hitparade auf Platz 7 kletterte. Als Co-Manager und vor allem Geldgeber fungierte seit Mitte/Ende 1967 Joe Bunce, ein Tapeziermeister und Freund von Pat Barlow.
Das Jahr 1968 brachte für Status Quo einige kleinere Erfolge: Eine weitere in den Hitparaden platzierte Single (Ice in the Sun), Konzerte und Auftritte bei verschiedenen Fernsehsendern – darunter auch im „Beat-Club“ des deutschen Fernsehens mit Ice in the Sun. Ihr erstes Album Picturesque Matchstickable Messages of the Status Quo erschien ebenfalls 1968. Bei der Jahresumfrage des „Record Mirror“ wurden „The Status Quo“ auf Platz 12 der vielversprechendsten Bands des Jahres gewählt.
Ab März 1969 wurde der Name auf „Status Quo“ verkürzt. Verschiedene musikalische Aha-Erlebnisse (unter anderem der Roadhouse Blues von den Doors) sowie die großartigen Publikumsreaktionen, wenn die Band in Konzerten improvisierte, führten zu einer mehr Blues- und boogieorientierten Spielart. Die Carnaby-Street-Verkleidungen der psychedelischen Ära wurden eingemottet. Die Band trat in den Clubs und Hallen nur noch in normaler Straßenkleidung mit Jeans und T-Shirt auf. Grund für diese Entwicklung war allerdings auch, dass den beiden Hitsingles keine weiteren folgten. Für Konzertveranstalter der Hit-Tourneen wurden Status Quo damit zunehmend uninteressanter. In der Folge wurde auch die Zusammenarbeit mit Pat Barlow beendet. Neu zur Band stieß hingegen Bob Young. Ursprünglich als Roadie vorgesehen, wurde er schnell zum inoffiziellen Bandmitglied, da er als Co-Autor an diversen Stücken mitschrieb und auch als Musiker (Mundharmonika) mitwirkte.
Ende 1970 verließ der Keyboarder Roy Lynes die Band, die fortan als Quartett einen reinen, gitarrenbetonten Bluesrock entwickelte, der einen sehr treibenden Boogie-Woogie-Rhythmus zur Grundlage hatte. Mit dem 1971er Album Dog of Two Head fand die Band schließlich die musikalische Formel, die sie in den Folgejahren nur noch behutsam veränderte und die auch heute noch nach über 40 Jahren die Basis ihrer Lieder darstellt.

### Durchbruch und internationale Erfolge (1972 bis 1981)

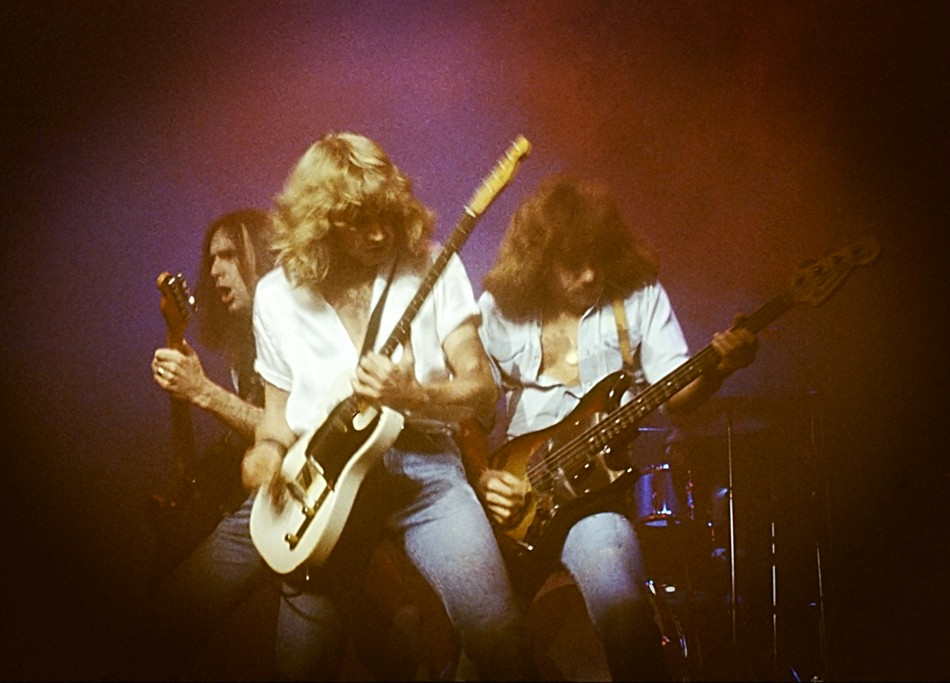
Status Quo 1978 (Rossi, Parfitt, Lancaster – von links nach rechts)

Trotz der wieder stark ansteigenden Zahl der Fans blieben die Plattenverkäufe zunächst unbefriedigend. Die Band wurde von Pye Records zum Psychedelic Rock gedrängt, weil das Label in dieser Musik die einzige Chance sah, Geld zu verdienen. „Status Quo“ war jedoch eine Rock-Band und entschied sich daher, das Label zu verlassen. Sie nahmen damit ein großes Risiko auf sich, wie Rick Parfitt immer wieder betonte, und verdienten anfangs kaum etwas. Mit dem Wechsel zum progressiven Vertigo-Label kam aber bald der kommerzielle Erfolg. Mit Hits wie Caroline, Down Down, Roll Over Lay Down oder Wild Side of Life etablierte sich die Band in der Mitte der 1970er-Jahre, unterstützt durch unablässige Tourneen. Als Band ohne Skandale mit einfachem Sound wurden sie weltbekannt.
Während in den Single-Hitparaden Down Down die einzige britische Nummer 1 der Bandgeschichte war, gelang diese Platzierung in den Album-Charts mehrfach. Ebenfalls sehr erfolgreich verliefen die Tourneen in Großbritannien, Kontinentaleuropa, Japan und Australien. Trotz mehrerer Anläufe schaffte es „Status Quo“ nicht, in Nordamerika erfolgreich zu sein. Wiederholte Wechsel der US-Plattenfirma und zahlreiche Tourneen blieben weitgehend wirkungslos.
Aus heutiger Sicht gelten die Jahre 1972 bis 1976 als die stärkste Phase der Band. Mit dem Album Piledriver gelang der Übergang vom Psychedelic-Rock zum Hard Rock, der 1974 im Album Quo gipfelte. In den Folgejahren dominierte dann der Boogie-Rock, für den die Band bis heute bekannt ist. Der Musik-Stil wurde insgesamt kommerzieller. Nach dem Album On the Level von 1975 kam es zu personellen Veränderungen: 1976 stieß der Keyboarder Andy Bown zu „Status Quo“. Bown war gemeinsam mit Peter Frampton in den 1960er-Jahren bei „The Herd“ aktiv und ein gefragter Studiomusiker, unter anderem für Pink Floyd, Tim Hardin und 1973 auch für das „Status Quo“-Album Hello!. Andy Bown unterstützte die Band auf dem 1976 erschienenen Album Blue for You zwar lediglich bei drei Stücken, ging aber anschließend mit der Band auf den europäischen Teil der Tour, die auf dem 1977 veröffentlichten Album Status Quo Live dokumentiert ist. Aufgezeichnet wurden für dieses Album drei Konzerte im Apollo-Theater in Glasgow. Die lediglich in Japan erschienene LP Tokyo Quo, eine in Tokio mitgeschnittene Aufnahme der gleichen Tournee, ist inzwischen ein rares Sammlerstück. Es war zugleich die letzte Tour der Band als Quartett.
Ab dem folgenden Album Rockin’ All Over the World war Bown an allen Aufnahmen beteiligt. Erst gegen Ende der Sessions nahmen sie auf Vorschlag von Rick Parfitt den Titelsong des Albums, Rockin’ All Over the World, eine Coverversion eines Stücks von John Fogerty aus dem Jahr 1975, auf, das zu einem der bekanntesten Hits der Band wurde. Mit Whatever You Want aus dem 1979 erschienenen gleichnamigen Album schrieb Bown gemeinsam mit Rick Parfitt einen der größten Hits von Status Quo. Etwa zur selben Zeit entschieden sich Status Quo, erstmals seit 1970 wieder mit einem Produzenten zusammenzuarbeiten. Roger Glover produzierte 1976 die Single Wild Side of Life, während in den folgenden Jahren Pip Williams mehrfach am Mischpult Platz nahm.
Inoffizielles Bandmitglied von 1970 bis 1980 war der Tourmanager Bob Young, der gemeinsam mit Francis Rossi und Rick Parfitt als Co-Autor sowie als Musiker an vielen Stücken beteiligt war. Young trat auch bei einzelnen Stücken mit der Band auf und spielte, wie auch bei Studioaufnahmen, Mundharmonika. Er verließ die Band im Jahr 1980, kehrte jedoch im Jahr 2002 mit dem Album Heavy Traffic als Co-Komponist zurück. Statt Bob Young trat zwischenzeitlich Bernie Frost als Songwriting-Partner von Francis Rossi in Erscheinung. Frost wirkte insbesondere in den 1980er-Jahren auch bei den Plattenaufnahmen als Sänger im Hintergrund mit. Im Gegensatz zu Young stand er live jedoch nicht mit auf der Bühne.

### Umbrüche (1981 bis 1985)

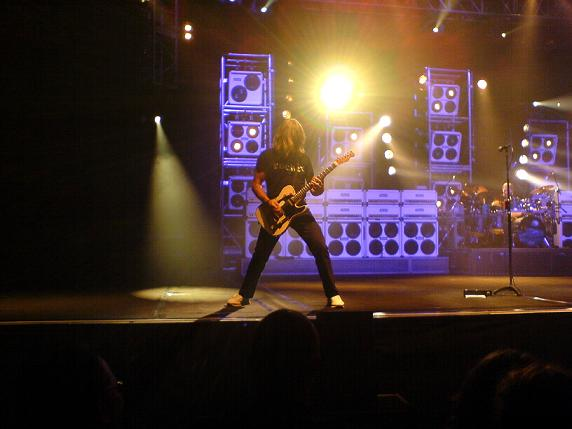
Rick Parfitt (Gesang, Rhythmusgitarre)

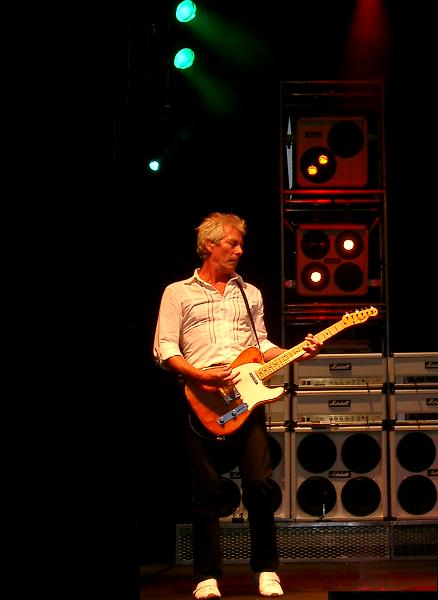
Andrew Bown

Der langanhaltende Erfolg brachte auch Probleme. Aus steuerlichen Gründen verließen die Musiker Großbritannien und siedelten um auf unterschiedliche Steueroasen, unter anderem die britischen Kanalinseln und die Isle of Man, wie im Stück Living on an Island beschrieben. Dies und zunehmende Drogenprobleme führten zu einer Entfremdung der Musiker: Vor allem Parfitt war nach dem Unfalltod seiner vierjährigen Tochter, die 1980 ertrunken war, in eine Krise gestürzt und suchte Zuflucht bei Alkohol und Drogen; Suchtprobleme plagten ihn fortan bis an sein Lebensende. Ende 1981 verließ Gründungsmitglied John Coghlan die Band. Pete Kircher ersetzte ihn am Schlagzeug. John Coghlan konzentrierte sich fortan auf sein Band-Projekt „Diesel“. Heute trommelt er gelegentlich mit seiner neuen Band „John Coghlan’s Quo“ oder für die „King Earl Boogie Band“. Gleichzeitig mit dem Einstieg von Pete Kircher wurde auch der langjährige Keyboarder Andy Bown als offizielles Bandmitglied vorgestellt.
Einen großen Auftritt hatte die neu formierte Band im Mai 1982, als sie in Birmingham ein Konzert in Anwesenheit von Prinz Charles gab, das live von der BBC im Fernsehen und im Radio übertragen wurde. Die Aufnahme des Auftritts wurden später als Live at the N.E.C. als Album veröffentlicht.
1984 verabschiedeten sich Status Quo mit der erfolgreichen Europatournee End of the Road von ihrem Publikum. Offiziell wurde als Grund bekanntgegeben, sich fortan um Soloprojekte kümmern zu wollen. Ein wichtiger Grund für den Rückzug waren jedoch Unstimmigkeiten zwischen Francis Rossi und Alan Lancaster, der sich vom musikalischen Konzept der Gruppe zunehmend distanzierte. Auch war Lancaster mittlerweile nach Australien umgesiedelt, was eine enge Zusammenarbeit praktisch ausschloss. Eine offizielle Trennung war damit aber nicht verbunden, da ausdrücklich weitere Plattenveröffentlichungen angekündigt wurden.
1985 spielte die Formation mit Lancaster und Kircher noch einmal zur Eröffnung des Live-Aid-Konzerts in London. Eine Fortsetzung der Arbeit wurde geplant, kam aber nicht zustande. Alan Lancaster und Rossi und Parfitt stritten sich um die Namensrechte der Gruppe, da Lancaster zusammen mit australischen Kollegen eine neue Formation unter altem Namen bilden wollte. Rossi und Parfitt wollten ebenfalls weiter als „Status Quo“ veröffentlichen und auftreten. Der Oberste Gerichtshof des Vereinigten Königreichs vergab die Rechte schließlich an Rossi und Parfitt, da diese in der Öffentlichkeit mehr mit dem Namen „Status Quo“ identifiziert würden als Alan Lancaster.
Nach dem endgültigen Ausstieg von Lancaster wurde der „Geburtstag“ der Gruppe, der sich bisher auf die Gründung von „The Spectres“ im Jahr 1962 bezog, auf das Jahr 1965 umdatiert; dies bezieht sich auf das erste Kennenlernen von Francis Rossi und Rick Parfitt als „jugendliche Profi-Musiker“ in Butlin’s Holiday Camp.
Alan Lancaster schloss sich der australischen Band „The Party Boys“ an, während Pete Kircher sich aus dem Musikgeschäft zurückzog. „The Party Boys“ waren in Australien recht erfolgreich, allerdings wurde die Band in Europa kaum wahrgenommen.
Im Jahr 2005 veröffentlichte die Schallplattenfirma Universal, zu der das Label Vertigo inzwischen gehört, die Alben der Jahre 1971 bis 1981 in remasterter (klanglich überarbeiteter) Fassung, wobei rare Aufnahmen als Bonustitel mitveröffentlicht wurden.

### Zweite Karriere (1986 bis 2000)
1986 präsentierte die Gruppe sich nach dem Weggang von Alan Lancaster und Pete Kircher in einer neuen, verjüngten Besetzung. Rossi, Parfitt und Bown erhielten Unterstützung von John Edwards am Bass und Jeff Rich am Schlagzeug. Edwards und Rich waren zuvor gemeinsam mit Rick Parfitt im Studio gewesen, um dessen (unveröffentlichtes) Soloalbum Recorded Delivery aufzunehmen.
Das Album In the Army Now wurde ein großer Erfolg, die gleichnamige Single (eine Coverversion der Aufnahme von „Bolland & Bolland“) die erfolgreichste der Band. Zwei Lieder wurden von Dave Edmunds, die übrigen Aufnahmen von Pip Williams produziert. In den Folgejahren wurde es ruhiger um Status Quo, wenngleich mit Burning Bridges und The Anniversary Waltz weitere Top-10-Hits in England geschaffen wurden. Die Inspiration zu Burning Bridges, das an irische Jigs und Reels erinnert, holte sich die Band der Legende nach beim Blockflötenspielen von Andy Bowns Tochter.
Status Quo veröffentlichten zum 30-jährigen Bandjubiläum 1996 mit Don’t Stop ein vielbeachtetes und in England sehr erfolgreiches Album mit Coverversionen alter Rockhits, bei denen unter anderen The Beach Boys (Fun, Fun, Fun), Brian May und Maddy Prior von „Steeleye Span“ (All Around My Hat) mitwirkten. Das Konzept der im Quo-Stil aufgefrischten Rockklassiker wurde – mit mäßigem Erfolg – mit den Alben Famous in the Last Century und Riffs wiederholt.
Kurz nach der Veröffentlichung von Don’t Stop wurde die Zukunft von Status Quo erneut ernsthaft gefährdet, als Rick Parfitt nach einem Herzinfarkt in ein Krankenhaus eingeliefert wurde, wo ihm mehrere Bypässe eingesetzt wurden. Er erholte sich glücklicherweise, so dass nach kurzer Unterbrechung wieder Konzerte gespielt wurden.
In der Öffentlichkeit wurden Status Quo in den 1990er-Jahren zunehmend über zweifelhafte Aktionen des Managers David Walker wahrgenommen. Neben erfolgreichen Kurz-Tourneen, die zu Einträgen in das Guinness-Buch der Rekorde führten, bestimmten inszenierte Band-Jubiläen und eine gescheiterte Klage gegen die BBC, die Status-Quo-Singles nicht mehr im Jugendprogramm spielte, die Medienarbeit.
Musikalischer Höhepunkt der Jahre 1986 bis 2000 war aus Fansicht das Album Rock ’Til You Drop, das sich im Gegensatz zu vielen anderen Aufnahmen der Periode sehr stark am musikalischen Stil der erfolgreichsten Jahre orientierte. Mit dem Live-Klassiker 4500 Times und dem Stück Can’t Give You More (im Original aus den Jahren 1973 beziehungsweise 1977) wurden auch zwei Songs der damaligen Zeit als Bonustracks für die CD neu aufgenommen.

### Das neue Jahrtausend (2001 bis 2011)

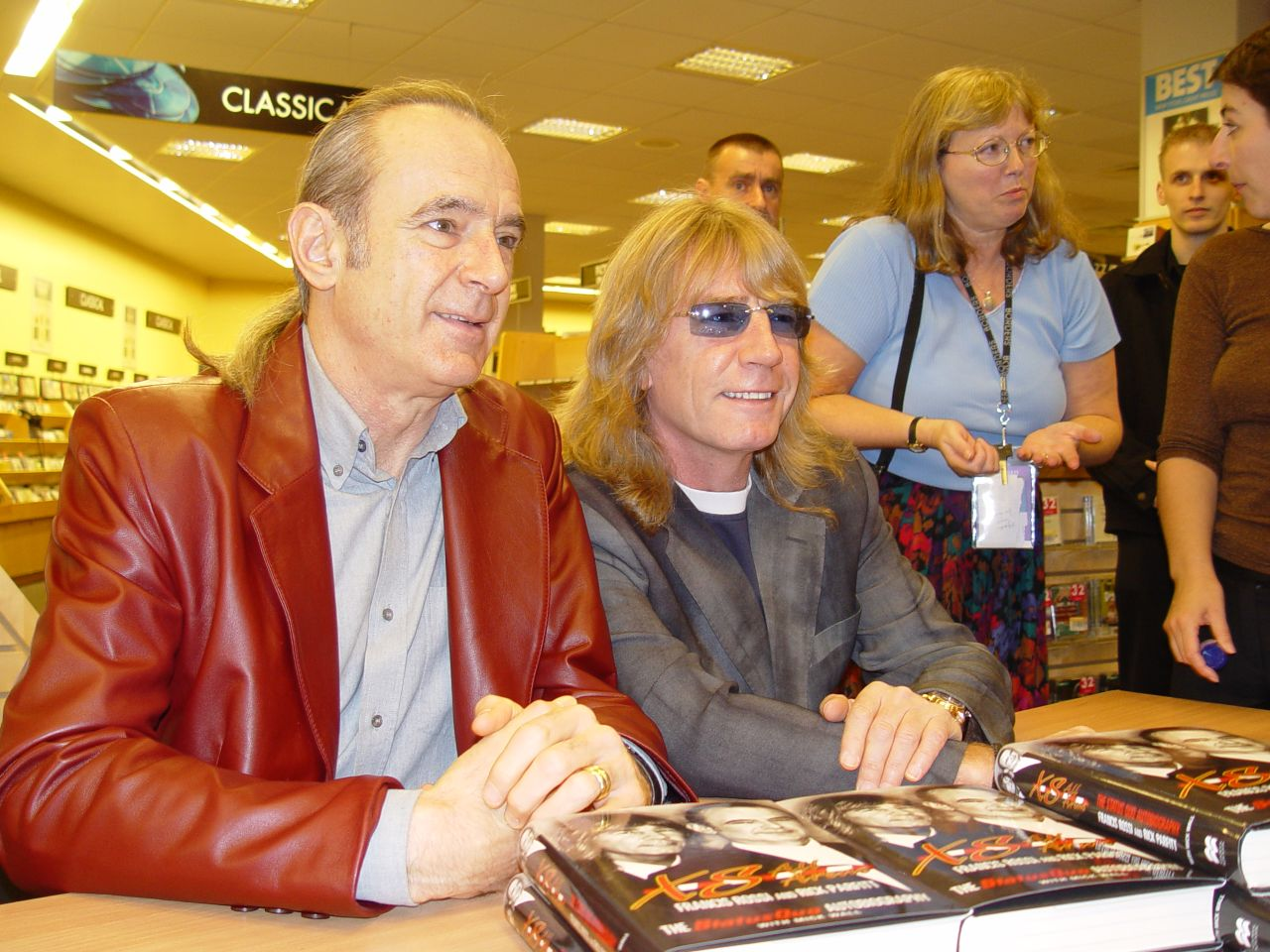
Francis Rossi (links) und Rick Parfitt (2004)

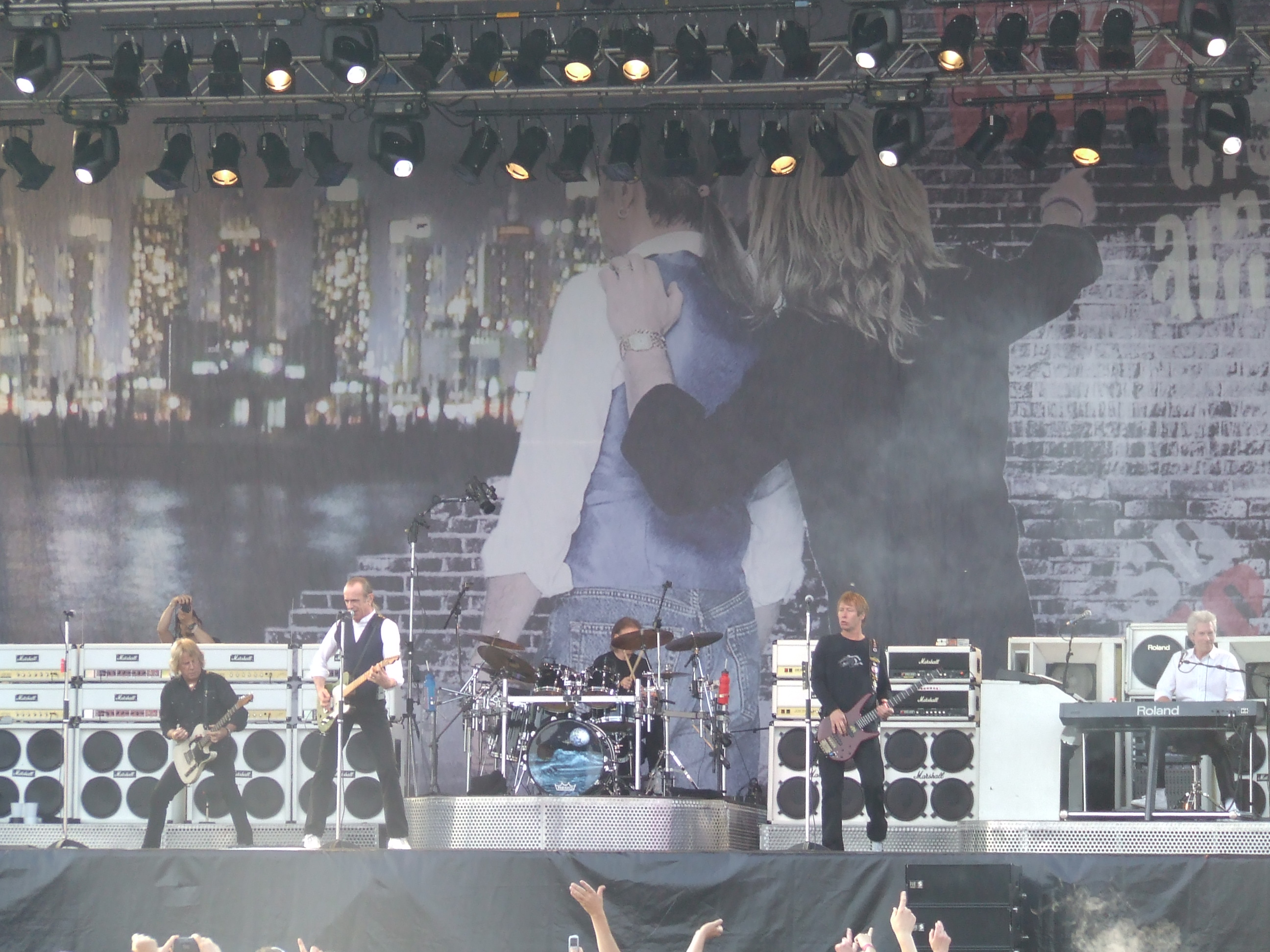
Live in Lichtenvoorde (NL) (2006)

Im Jahr 2000 gab es einen weiteren Wechsel am Schlagzeug. Jeff Rich kündigte seinen Abschied an, um mehr Zeit für seine Familie zu haben. Er betreibt heute eine Schlagzeug-Schule. Neuer Schlagzeuger wurde Matt Letley. Vorübergehend zog sich auch Andy Bown aus der Öffentlichkeit zurück, um seiner schwer erkrankten Frau beistehen zu können. Er wurde bei Live-Auftritten durch Paul Hirsh vertreten. Nach dem Krebstod seiner Frau kehrte Bown Ende 2001 zu Status Quo zurück.
Die Zusammenarbeit mit dem Manager Walker endete nach dessen tödlichem Herzinfarkt ebenfalls unter tragischen Umständen. Ohne dessen Einflussnahme kehrten Status Quo abermals zu ihren Wurzeln zurück. Das Album Heavy Traffic von 2002 orientierte sich wieder an den klassischen Stärken von Status Quo: „Heads Down No-nonsense Boogie“. Erstmals seit vielen Jahren war auch Bob Young wieder an einer Neuveröffentlichung beteiligt. Auf Riffs (2003) ist er zudem in einem Stück auch an der Mundharmonika zu hören. Als Produzent fungierte Mike Paxman, der in der Band von Judie Tzuke bereits mit John „Rhino“ Edwards (und auch Jeff Rich) zusammen gespielt hatte.
Bis heute tourt die Band regelmäßig und gibt jedes Jahr ungefähr 100 Konzerte – nicht nur in Europa. Diese Verpflichtungen verhinderten trotz massiver Forderungen der britischen Presse auch, dass Status Quo 2005 beim Live-Aid-Nachfolger Live 8 auftraten. Die Gruppe hielt ihre Zusage ein und trat am gleichen Tag – wie geplant – in Irland auf.
Im September 2005 erschien das Studioalbum The Party Ain’t Over Yet, das den 40. Jahrestag des ersten Treffens von Francis Rossi und Rick Parfitt zelebrierte. Das Album und die gleichnamige Single erreichten in England die Top 20. Insgesamt konnten Status Quo in Großbritannien mehr als 60 Top-40-Hits erzielen, davon 22 Top-10-Erfolge. Der weltweite Umsatz an Tonträgern wird offiziell mit mehr als 118 Millionen (Stand: Juni 2007) angegeben.
Im Herbst 2005 schwor Rick Parfitt auf der The Party Ain’t Over Yet-DVD allen Fans, dass nie mehr ein Coveralbum erscheinen werde.
Im vierzigsten Jahr nach ihrem ersten Schallplattenvertrag trennten sich Status Quo 2005 auch von ihrer langjährigen Plattenfirma Universal, der sie seit 1972 treu waren. (Lediglich das 1999er-Album Under the Influence war nicht bei einem Label der Universal-Gruppe erschienen. Aus diesem Grund war dieses Album auch nicht in der umfassenden Reihe von Wiederveröffentlichungen enthalten, die Universal 2005 und 2006 auf den Markt brachte und die alle Alben von 1972 bis 2000 umfasste.) Damit sind derzeit weitestgehend alle Aufnahmen der Gruppe auf CD erhältlich, während die Soloaufnahmen der 1980er-Jahre zum Teil noch auf ihre CD-Erstveröffentlichung warten.
Anfang Dezember 2005 wurde bei Rick Parfitt, einem Kettenraucher, eine Wucherung im Hals festgestellt, weshalb alle ausstehenden Konzerte der laufenden Tournee abgesagt wurden. Kurz vor Weihnachten 2005 bekam Parfitt von seinen Ärzten den Befund, dass die Wucherungen gutartig waren und vollständig entfernt werden konnten. Der Verdacht auf Kehlkopfkrebs wurde somit nicht bestätigt.
Im Jahr 2006 traten Status Quo daher weiter auf. Ein Höhepunkt war eine gemeinsame Tournee mit Deep Purple durch Australien („Double Trouble Tour“). Das Konzert im National Exhibition Centre in Birmingham am 21. Mai 2006 wurde für die Veröffentlichung auf DVD aufgezeichnet und erschien im Herbst 2006 unter dem Titel Just Doin’ It.

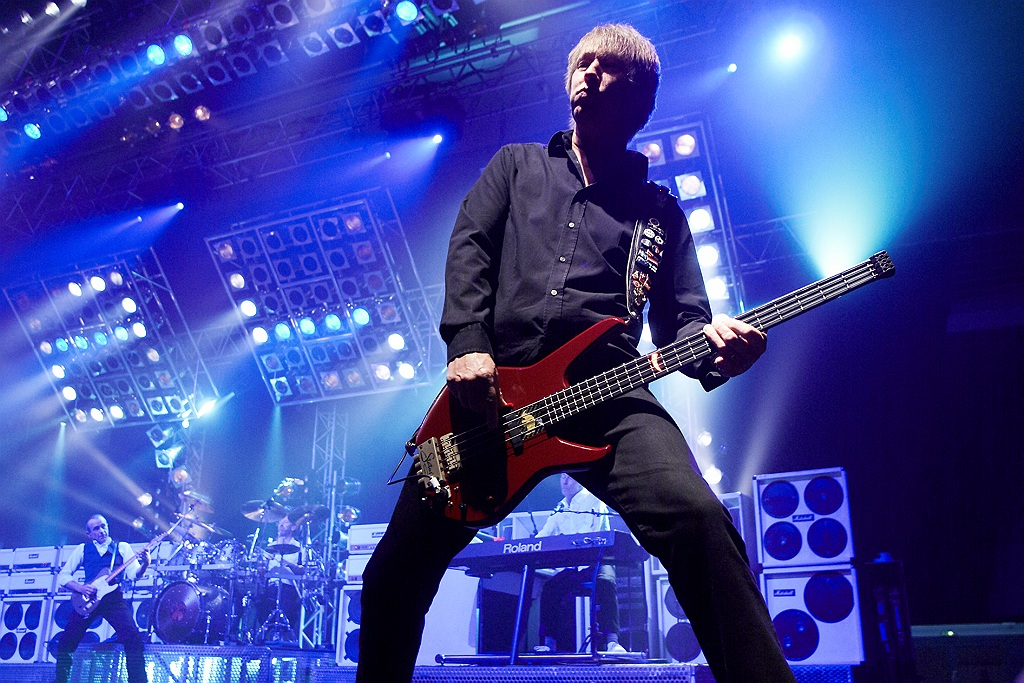
„Rhino“ Edwards (Bass) beim Classic Rock Festival Hamburg

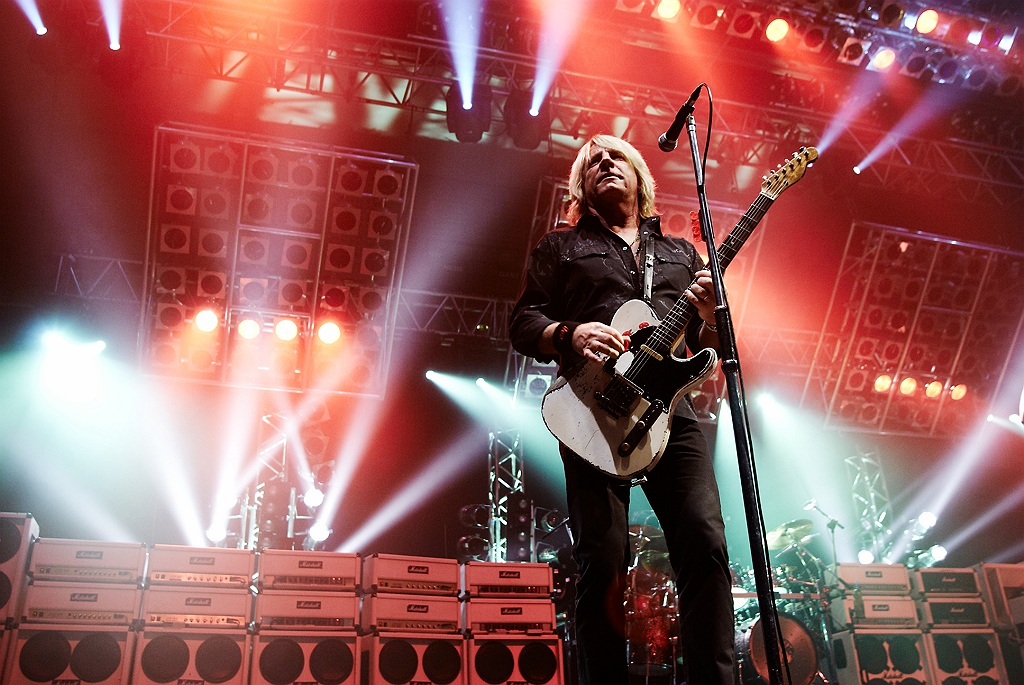
Rick Parfitt (Gitarre) beim Classic Rock Festival Hamburg

Einer weltweiten Öffentlichkeit konnten sich Status Quo präsentieren, als sie am 1. Juli 2007 im Rahmen des Concert for Diana zu Ehren der zehn Jahre zuvor gestorbenen Prinzessin Diana Rockin’ All Over the World im Londoner Wembley-Stadion spielten.
Im September 2007 erschien ein neues Studioalbum mit dem Titel In Search of the Fourth Chord (deutsch: Auf der Suche nach dem vierten Akkord). Mit diesem Titel greift die Band in ironischer Weise das gängige Vorurteil auf, dass Status Quo lediglich drei Akkorde beherrschen. Zu diesem Zweck wurde ein eigenes Plattenlabel mit dem Namen „Fourth Chord Records“ gegründet. In Kontinentaleuropa (ohne Frankreich) erschien das Album hingegen bei Edel, während die Veröffentlichung in Frankreich (bereits Ende August) auf XIII Bis Records erfolgte. Für die Aufnahmen, die im April 2007 begannen, wurde erneut Produzent Pip Williams verpflichtet, der mit Rockin’ All Over the World, Whatever You Want, In the Army Now und Don’t Stop einige der größten Erfolge der Band betreute. Im Herbst 2007 wurde das Album mit einer weiteren Tournee auch live vorgestellt.
Im Oktober 2008 erschien eine Neuaufnahme des 1979er Hits Whatever You Want, die von der Techno-Band Scooter gemeinsam mit Status Quo eingespielt wurde. Die Bereitschaft von Status Quo, die bisherigen Rock-Pfade zugunsten von Techno-Musik zu verlassen, wurde von vielen Fans kritisch betrachtet. Die gemeinsame Single erreichte allerdings bereits in der ersten Woche Platz 11 der deutschen Charts und verschaffte Status Quo somit den ersten echten Single-Hit in Deutschland seit Langem.
Im Spätherbst 2008 erschien mit Pictures – 40 Years of Hits eine neue Kompilation, die neben den diversen Klassikern von Status Quo auch Jump That Rock und eine Weihnachtssingle mit dem Titel It’s Christmas Time enthält. Die Veröffentlichung erfolgte in verschiedenen Fassungen, darunter ein 4CD-Earbook, das alle bis dato im Vereinigten Königreich erschienenen Singles enthält.
Am 16. Juli 2009 trat die Band nach 2004 das zweite Mal am Montreux Jazz Festival am Genfersee in der Schweiz auf. Das ausverkaufte Konzert im Auditorium Stravinski wurde auf Video aufgezeichnet und im Oktober 2009 in mehreren Formaten (DVD, BluRay, Deluxe Edition) unter dem Titel Pictures – Live at Montreux 2009 veröffentlicht.
Die langjährigen Erfolge und Verdienste von Rick Parfitt und Francis Rossi wurden am 31. Dezember 2009 mit dem Orden Order of the British Empire gewürdigt.
Im Mai 2010 erschien mit One Step At A Time das zweite Solo-Album von Francis Rossi, welches er mit einer kleinen Tour vorstellte. An den Aufnahmen waren mit Rhino Edwards und Andrew Bown auch Musiker von Status Quo beteiligt.
Ende September 2010 veröffentlichten Status Quo eine neu eingespielte Version des Songs In the Army Now; gegenüber der Originalversion wurde der ursprünglich militärkritische Text stark pro-militärisch verändert. Die Gewinne aus dieser Veröffentlichung wurden zugunsten der Angehörigen der britischen Armee gespendet („British Forces Foundation“ und „Help For Heroes“).
Mit der Veröffentlichung von Quid Pro Quo im Mai 2011 schafften es Status Quo, in sechs aufeinander folgenden Jahrzehnten einen Top-10-Hit in Großbritannien zu landen. Das Album enthält auch die Neuaufnahme von 2010 von In The Army Now.

### Wiedervereinigung der „Frantic Four“, Filmprojekt und Aquostic (2012 bis 2015)

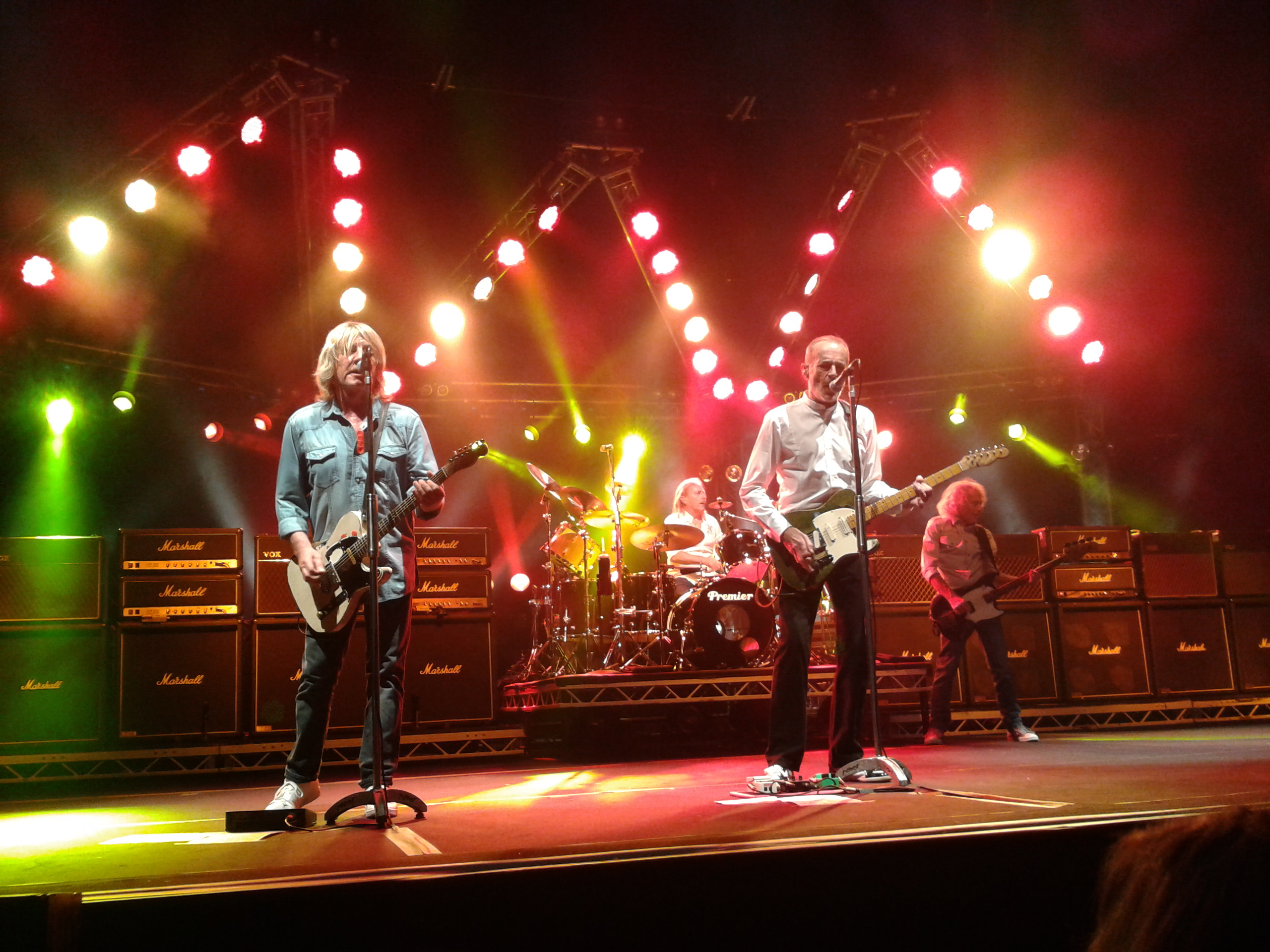
Status Quo - Frantic Four - The Reunion Tour 2014 - Oberhausen

Im Oktober 2012 erschien die von Alan G. Parker produzierte Dokumentation „Hello Quo“, die unter anderem eine Jamsession der Urbesetzung mit Rossi, Parfitt, Lancaster und Coghlan enthält. Die vier Gründungsmitglieder spielten für die Filmaufnahmen erstmals seit über 30 Jahren wieder gemeinsam, was Gerüchte um eine mögliche Wiedervereinigung der „Frantic Four“ anheizte. Am 3. November 2012 gab die Band über ihre Homepage bekannt, dass im März 2013 fünf Konzerte mit den ehemaligen Mitgliedern stattfinden. Die Wiedervereinigung sollte eine „einmalige“ Aktion sein. Aufgrund des großen Erfolgs fanden im Frühjahr 2014 weitere Konzerte – auch in Deutschland – statt. Aufnahmen aus dem März 2013 wurden unter dem Titel „Back2SQ.1 – The Frantic Four Reunion 2013“ Ende September 2013 veröffentlicht, Aufnahmen von April 2014 im Herbst 2014 unter dem Titel „The Frantic Four's Final Fling“.
In der bisherigen Bandbesetzung mit Rossi, Parfitt, Bown, Edwards und Letley spielten Status Quo nach Bekanntgabe der Wiedervereinigung weitere Konzerte. Am 17. Dezember 2012 gab der Schlagzeuger Matt Letley jedoch bekannt, dass er die Band nach 12 Jahren verlassen werde. Zwei Tage später spielte er sein vermeintlich letztes Konzert. Am 13. Februar 2013 verkündete Letley, dass er im Jahr 2013 auch im Rahmen der geplanten Australien-Tour das Schlagzeug spielen werde. Am 24. Mai 2013 wurde Leon Cave, der zuvor bereits in Francis Rossis Tour-Band mitgewirkt hatte, als neuer Schlagzeuger bestätigt.
2013 erschien ein Kinofilm unter dem Titel „Bula Quo!“, der ab April 2012 gedreht wurde. Regie bei „Bula Quo!“ führte Stuart St. Paul.
Mit dem Album Aquostic – Stripped Bare erschien im Oktober 2014 eine Veröffentlichung mit Neuaufnahmen bekannter Stücke der Band, die weitgehend unter Verzicht auf elektronische bzw. elektrisch verstärkte Instrumente aufgenommen wurden. Damit steht das Album in der Tradition von MTV unplugged, wenngleich kein formeller Zusammenhang zur Fernsehserie bestand. Im Anschluss an die Veröffentlichung folgten mehrere Konzerte, die durch diverse Begleitmusiker unterstützt wurden. Die Aufzeichnung des Konzerts im Londoner Roundhouse wurde als Live-Album veröffentlicht.

### Ende der umfassenden Tourneen und Tod Rick Parfitts
Am 1. Februar 2016 gab Status Quo bekannt, dass die Europatour Herbst/Winter 2016 die letzte dieser Art sein werde. Dies bedeute nicht das Ende von Status Quo, aber das Ende großer Shows mit elektrischen Gitarren. Die Tour lief unter dem Titel The Last Night of the Electrics.
In den frühen Morgenstunden des 15. Juni 2016 brach Rick Parfitt nach einem Konzert in Antalya in seinem Hotel nach einem erneuten Herzinfarkt zusammen und wurde nach erfolgreicher Reanimation in ein türkisches Krankenhaus gebracht. Im September 2016 gab das Management von Status Quo bekannt, dass Parfitt mindestens bis zum Jahresende 2016 keine Auftritte absolvieren könne. Eine mögliche Rückkehr auf die Bühne wurde bewusst offen gelassen. Die im Oktober 2016 beginnende Abschlusstournee fand auf Parfitts Wunsch dennoch statt. Er wurde durch den irischen Gitarristen Richie Malone ersetzt. Bei einigen Konzerten während des Sommers war Freddie Edwards, der Sohn des Bassisten John „Rhino“ Edwards, für Parfitt eingesprungen.
Am 24. Dezember 2016 starb Rick Parfitt an einer Infektion nach einer Operation.
Am 21. Oktober 2016 erschien ein weiteres Akustik-Album mit dem Titel Aquostic II – That’s a Fact!. Es folgt dem Konzept des Albums Aquostic – Stripped Bare. An den Aufnahmen zum Album war Parfitt noch beteiligt. 2017 spielte die Band erstmals auf dem Wacken Open Air. Anders als zwischenzeitlich angekündigt wurden die Konzerte weiter „elektrisch“ gespielt.
Rossi erklärte in Interviews auf die Frage, wieso die Band nach Parfitts Tod weitergemacht habe, dass das Verhältnis zwischen ihm und dem Gitarristen seit Jahren ohnehin nur noch eine reine Arbeitsbeziehung gewesen sei: Der Alkohol- und Drogenmissbrauch hätten Parfitts Charakter verändert, so dass eine Freundschaft nicht mehr möglich gewesen sei. Am 6. September 2019 erschien mit Backbone das 33. Studioalbum von Status Quo. Zugleich ist es das erste Album ohne Mitwirkung von Rick Parfitt. Das Album erreichte in der ersten Woche Platz 6 in deutschen Albumcharts. Eine höhere Platzierung erreichte lediglich das Album Live! aus dem Jahr 1977.
Im September 2021 verstarb Gründungsmitglied Alan Lancaster an den Folgen einer langjährigen Erkrankung, die ihn bereits während der Wiedervereinigung der „Frantic Four“ beeinträchtigt hatte.
2022 gingen Status Quo auf Out Out Quoing-Tour. Im XMAS-Special wurden sie von Manfred Mann’s Earth Band als Gaststar begleitet.

## Diskografie
Studioalben

| Jahr | Titel Musiklabel                                                             | Höchstplatzierung, Gesamtwochen/‑monate, AuszeichnungChartplatzierungen (Jahr, Titel, Musiklabel, Platzierungen, Wochen/Monate, Auszeichnungen, Anmerkungen) | Höchstplatzierung, Gesamtwochen/‑monate, AuszeichnungChartplatzierungen (Jahr, Titel, Musiklabel, Platzierungen, Wochen/Monate, Auszeichnungen, Anmerkungen) | Höchstplatzierung, Gesamtwochen/‑monate, AuszeichnungChartplatzierungen (Jahr, Titel, Musiklabel, Platzierungen, Wochen/Monate, Auszeichnungen, Anmerkungen) | Höchstplatzierung, Gesamtwochen/‑monate, AuszeichnungChartplatzierungen (Jahr, Titel, Musiklabel, Platzierungen, Wochen/Monate, Auszeichnungen, Anmerkungen) | Höchstplatzierung, Gesamtwochen/‑monate, AuszeichnungChartplatzierungen (Jahr, Titel, Musiklabel, Platzierungen, Wochen/Monate, Auszeichnungen, Anmerkungen) | Anmerkungen                                                  |
| Jahr | Titel Musiklabel                                                             | DE | AT | CH | UK | US | Anmerkungen                                                  |
| ---- | ---------------------------------------------------------------------------- | --- | --- | --- | --- | --- | ------------------------------------------------------------ |
| 1968 | Picturesque Matchstickable Messages from the Status Quo Pye Records (Ariola) | — | — | — | — | — | Erstveröffentlichung: 27. September 1968                     |
| 1969 | Spare Parts Pye Records (Ariola)                                             | — | — | — | — | — | Erstveröffentlichung: 3. September 1969                      |
| 1970 | Ma Kelly’s Greasy Spoon Pye Records (Ariola)                                 | — | — | — | — | — | Erstveröffentlichung: 17. August 1970                        |
| 1971 | Dog of Two Head Pye Records (Ariola)                                         | — | — | — | — | — | Erstveröffentlichung: 7. November 1971                       |
| 1972 | Piledriver Vertigo Records (Phonogram)                                       | DE31 (2 Mt.)DE | — | — | UK5 (38 Wo.)UK | — | Erstveröffentlichung: 15. Dezember 1972 Verkäufe: + 100.000  |
| 1973 | Hello! Vertigo Records (Phonogram)                                           | DE37 (4 Mt.)DE | — | — | UK1 Gold · (28 Wo.)UK | — | Erstveröffentlichung: 28. September 1973 Verkäufe: + 300.000 |
| 1974 | Quo Vertigo Records (Phonogram)                                              | DE21 (4 Mt.)DE | AT10 (2 Mt.)AT | — | UK2 Gold · (16 Wo.)UK | — | Erstveröffentlichung: 3. Mai 1974 Verkäufe: + 270.000        |
| 1975 | On the Level Vertigo Records (Phonogram)                                     | DE11 (7 Mt.)DE | — | CH— GoldCH | UK1 Gold · (27 Wo.)UK | — | Erstveröffentlichung: 21. Februar 1975 Verkäufe: + 325.000   |
| 1976 | Blue for You Vertigo Records (Phonogram)                                     | DE15 (8 Mt.)DE | — | — | UK1 Gold · (30 Wo.)UK | US148 a (7 Wo.)US | Erstveröffentlichung: 24. März 1976 Verkäufe: + 250.000      |
| 1977 | Rockin’ All Over the World Vertigo Records (Phonogram)                       | DE7 Gold · (6½ Mt.)DE | AT24 (1 Mt.)AT | CH— GoldCH | UK5 Silber (Spectrum) + Gold (Vertigo) · (15 Wo.)UK | — | Erstveröffentlichung: 11. November 1977 Verkäufe: + 535.000  |
| 1978 | If You Can’t Stand the Heat… Vertigo Records (Phonogram)                     | DE11 (27 Wo.)DE | — | CH— GoldCH | UK3 Gold · (14 Wo.)UK | — | Erstveröffentlichung: 27. Oktober 1978 Verkäufe: + 225.000   |
| 1979 | Whatever You Want Vertigo Records (Phonogram)                                | DE9 (29 Wo.)DE | AT16 (2½ Mt.)AT | — | UK3 Gold · (14 Wo.)UK | — | Erstveröffentlichung: 12. Oktober 1979 Verkäufe: + 250.000   |
| 1980 | Just Supposin’ Vertigo Records (Phonogram)                                   | DE14 (27 Wo.)DE | AT6 (5½ Mt.)AT | CH— GoldCH | UK4 Gold · (18 Wo.)UK | — | Erstveröffentlichung: 6. Oktober 1980 Verkäufe: + 275.000    |
| 1981 | Never Too Late Vertigo Records (Phonogram)                                   | DE12 (14 Wo.)DE | AT9 (1½ Mt.)AT | — | UK2 Gold · (13 Wo.)UK | — | Erstveröffentlichung: 13. März 1981 Verkäufe: + 200.000      |
| 1982 | 1+9+8+2 Vertigo Records (Phonogram)                                          | DE29 (9 Wo.)DE | AT16 (1 Mt.)AT | — | UK1 Gold · (20 Wo.)UK | — | Erstveröffentlichung: 16. April 1982 Verkäufe: + 100.000     |
| 1983 | Back to Back Vertigo Records (Phonogram)                                     | DE60 (1 Wo.)DE | — | CH20 (2 Wo.)CH | UK9 Gold · (22 Wo.)UK | — | Erstveröffentlichung: 25. November 1983 Verkäufe: + 100.000  |
| 1986 | In the Army Now Vertigo Records (Phonogram)                                  | DE14 (22 Wo.)DE | AT12 (4 Mt.)AT | CH1 (27 Wo.)CH | UK7 Gold · (23 Wo.)UK | — | Erstveröffentlichung: 26. August 1986 Verkäufe: + 175.000    |
| 1988 | Ain’t Complaining Vertigo Records (Phonogram)                                | DE33 (6 Wo.)DE | AT11 (2½ Mt.)AT | CH5 (9 Wo.)CH | UK12 Gold · (5 Wo.)UK | — | Erstveröffentlichung: 13. Juni 1988 Verkäufe: + 100.000      |
| 1989 | Perfect Remedy Vertigo Records (Phonogram)                                   | — | — | CH26 (1 Wo.)CH | UK49 Silber · (2 Wo.)UK | — | Erstveröffentlichung: 17. November 1989 Verkäufe: + 60.000   |
| 1991 | Rock ’Til You Drop Vertigo Records (Phonogram)                               | — | — | CH18 (4 Wo.)CH | UK10 (7 Wo.)UK | — | Erstveröffentlichung: 21. September 1991                     |
| 1994 | Thirsty Work Polydor (UMG)                                                   | DE87 (4 Wo.)DE | — | CH10 (10 Wo.)CH | UK13 (3 Wo.)UK | — | Erstveröffentlichung: 22. August 1994                        |
| 1996 | Don’t Stop: The 30th Anniversary Album Polydor (UMG)                         | DE42 (14 Wo.)DE | — | CH28 (8 Wo.)CH | UK2 Gold · (12 Wo.)UK | — | Erstveröffentlichung: 5. Februar 1996 Verkäufe: + 100.000    |
| 1999 | Under the Influence Eagle Records (Edel)                                     | DE56 (4 Wo.)DE | — | CH28 (5 Wo.)CH | UK26 (3 Wo.)UK | — | Erstveröffentlichung: 29. März 1999                          |
| 2000 | Famous in the Last Century Mercury Records (UMG)                             | DE46 (4 Wo.)DE | — | CH56 (5 Wo.)CH | UK19 (6 Wo.)UK | — | Erstveröffentlichung: 21. April 2000                         |
| 2002 | Heavy Traffic Mercury Records (UMG)                                          | DE35 (2 Wo.)DE | — | CH21 (7 Wo.)CH | UK15 Silber · (3 Wo.)UK | — | Erstveröffentlichung: 23. September 2002 Verkäufe: + 60.000  |
| 2003 | Riffs Mercury Records (UMG)                                                  | — | — | CH70 (1 Wo.)CH | UK44 Silber · (2 Wo.)UK | — | Erstveröffentlichung: 17. November 2003 Verkäufe: + 60.000   |
| 2005 | The Party Ain’t Over Yet Sanctuary Records (RTD)                             | DE19 (5 Wo.)DE | — | CH21 (5 Wo.)CH | UK18 (3 Wo.)UK | — | Erstveröffentlichung: 19. September 2005                     |
| 2007 | In Search of the Fourth Chord Fourth Chord Records (Edel)                    | DE22 (4 Wo.)DE | — | CH18 (4 Wo.)CH | UK15 (2 Wo.)UK | — | Erstveröffentlichung: 29. Juli 2007                          |
| 2011 | Quid Pro Quo Fourth Chord Records (Edel)                                     | DE13 (7 Wo.)DE | AT26 (3 Wo.)AT | CH8 (16 Wo.)CH | UK10 Silber · (4 Wo.)UK | — | Erstveröffentlichung: 27. Mai 2011 Verkäufe: + 60.000        |
| 2013 | Bula Quo! EarMusic (Edel)                                                    | DE17 (4 Wo.)DE | AT27 (2 Wo.)AT | CH13 (10 Wo.)CH | UK10 Silber · (3 Wo.)UK | — | Erstveröffentlichung: 7. Juni 2013 Verkäufe: + 60.000        |
| 2014 | Aquostic – Stripped Bare EarMusic (Edel)                                     | DE15 (6 Wo.)DE | AT33 (2 Wo.)AT | CH4 (7 Wo.)CH | UK5 Gold · (23 Wo.)UK | — | Erstveröffentlichung: 17. Oktober 2014 Verkäufe: + 100.000   |
| 2016 | Aquostic II – That’s a Fact! EarMusic (Edel)                                 | DE26 (2 Wo.)DE | AT37 (1 Wo.)AT | CH13 (3 Wo.)CH | UK7 (5 Wo.)UK | — | Erstveröffentlichung: 21. Oktober 2016                       |
| 2019 | Backbone EarMusic (Edel)                                                     | DE6 (5 Wo.)DE | AT23 (2 Wo.)AT | CH2 (9 Wo.)CH | UK6 (4 Wo.)UK | — | Erstveröffentlichung: 6. September 2019                      |
| 2024 | Driving to Glory Cherry Red Records (Edel)                                   | — | — | CH12 (2 Wo.)CH | — | — | Erstveröffentlichung: 29. November 2024                      |

grau schraffiert: keine Chartdaten aus diesem Jahr verfügbar

## Auszeichnungen
- RSH-Gold
  - 1997: in der Kategorie „Kultband des Jahres“[20]